# Rhizogonium longiflorum
Rhizogonium longiflorum là một loài rêu trong họ Rhizogoniaceae. Loài này được (Mitt.) A. Jaeger mô tả khoa học đầu tiên năm 1875.